# Inspektionsskibet Hvidbjørnen
Hvidbjørnen blev bygget på Orlogsværftet, påbegyndt og søsat i 1928, og anvendt af Marinen 1929-43. Maskineriet var på 1.800 HK.

## Tekniske data

### Generelt
- Længde: 63,2 m
- Bredde:  9,7 m
- Dybgang: 5,2 m
- Deplacement: 914 tons
- Fart: 14,5 knob
- Besætning: 58

### Armering
- Artilleri: 2 styk 87 mm kanoner.

## Tjeneste
- Indgået i 1929. Tjeneste ved Island og Grønland samme år. Gjorde tjeneste som kadetskib 29. august 1943 og blev sænket af besætningen. Hævet og repareret af tyskerne og indsat i tjeneste 1944-45. Efter krigen afslog de danske myndigheder at få skibet retur, og i stedet overgik det til det senere DDR, hvor det efter ombygning gjorde tjeneste som skoleskib 1952-61. Først under navnet Ernst Thälmann og i 1961 som Albin Köbis.